# Bruno Schrader
Bruno Schrader (* 12. Mai 1861 in Schöningen; † 12. April 1926 in Weimar) war ein deutscher Pianist, Komponist und Musikschriftsteller.

## Leben
Schrader war Schüler von Franz Liszt und Ernst Naumann und wurde anschließend Lehrer an der Musikhochschule Weimar, wechselte aber bald nach Jena, Berlin und Leipzig, wo er Musikkritiker der Neuesten Nachrichten wurde und die Zeitschrift Leipziger Musiksaison herausgab. Weitere Stationen waren München und Stettin, wo er ab April 1905 am Riemann-Konservatorium Klavier und Musikwissenschaft unterrichtete. Ab 1908 wirkte er wieder in Berlin und unterrichtete privat Musiktheorie und Komposition, u. a. war Bruno Henze sein Schüler. Zuletzt lebte er in Weimar.
Als Komponist trat er mit Liedern und Motetten hervor und befasste sich daneben mit bildender Kunst.
Aufschlussreich sind seine Erinnerungen an Franz Liszt.

## Publikationen

### Bücher
- Händel. Reclam, Leipzig 1896.
- Mendelssohn. Reclam, Leipzig 1897.
- Die Leipziger Musiksaison. Kritische Wochenschrift über das Musikleben Leipzigs. Leipzig 1903–1904.
- Bremer-Schraders Handlexikon der Musik (völlig neu bearbeitete Ausgabe von Bremers Musiklexikon). Leipzig 1905.
- Das Riemann-Konservatorium in Stettin und seine Besitzer. Eine kritische Aufklärung. Schmidt, Leipzig 1906.
- Berlioz. Reclam, Leipzig 1907.
- Dürer. Schlesische Verlagsanstalt, Berlin 1912.
- Holbein. Schlesische Verlagsanstalt, Berlin 1912.
- Franz Liszt. Schlesische Verlagsanstalt, Berlin 1917, 2. Aufl. 1921.

### Aufsätze (Auswahl)
- Die XXIII. Tonkünstler-Versammlung des Allg. Deutschen Musikvereins in Sondershausen. In: Neue Zeitschrift für Musik, Band 82, Nr. 24 vom 11. Juni 1886, S. 265–267 (Digitalisat), Nr. 25 vom 18. Juni 1886, S. 273–275 und Nr. 26 vom 25. Juni 1886, S. 281f.
- Carl Reineckes 90. Geburtstag. In: Neue Zeitschrift für Musik, Jg. 81 (1914), Heft 25, S. 359–366.